# Sossano
Sossano is een gemeente in de Italiaanse provincie Vicenza (regio Veneto) en telt 4250 inwoners (31-12-2004). De oppervlakte bedraagt 21,0 km², de bevolkingsdichtheid is 202 inwoners per km².
De volgende frazioni maken deel uit van de gemeente: Colloredo, Pilastro.

## Demografie
Sossano telt ongeveer 1466 huishoudens. Het aantal inwoners steeg in de periode 1991-2001 met 7,2% volgens cijfers uit de tienjaarlijkse volkstellingen van ISTAT.
| Jaar | Inwoneraantal |
| ---- | ------------- |
| 1991 | 3851          |
| 2001 | 4128          |

## Geografie
De gemeente ligt op ongeveer 15 m boven zeeniveau.
Sossano grenst aan de volgende gemeenten: Agugliaro, Albettone, Campiglia dei Berici, Noventa Vicentina, Orgiano, Poiana Maggiore, San Germano dei Berici, Villaga.

## Geboren
- Antonio Bertola (1914-1967), wielrenner